# الرجل الماكر (رواية)
الرجل الماكر (بالإنجليزية: The Cunning Man)‏ هي ثاني رواية في ثلاثية تورونتو للكاتب الكندي روبرتسون ديفيز، نشرت عام 1994، عن دار نشر ماكميلان آند ستيورات في كندا.